# جمال إيستر
جمال إيستر (بالإنجليزية: Jamal Easter)‏ هو لاعب كرة قدم بريطاني، ولد في 15 نوفمبر 1987 في كارديف في المملكة المتحدة. شارك مع منتخب ويلز تحت 17 سنة لكرة القدم ومنتخب ويلز تحت 21 سنة لكرة القدم. أما مع النوادي، فقد لعب مع كارديف سيتي ونادي بريستول روفيرز ونادي توركي يونايتد ونيوبورت كونتي.

## وصلات خارجية
- جمال إيستر على موقع قاعدة بيانات كرة القدم.إي يو (الإنجليزية)
- جمال إيستر على موقع Soccerbase.com (لاعب) (الإنجليزية)